# Altzaga
Altzaga (spanisch Alzaga) ist eine Gemeinde (Municipio) in der Provinz Gipuzkoa im spanischen Baskenland. Sie hat 171 Einwohner (Stand: 2024). Die Gemeinde besteht aus den Ortschaften Urruti Zelai, Altzaga Bidea (Verwaltungssitz), Altzagarate, Sarasola und Abali. 
Von 1966 bis 1991 war die Gemeinde Teil der Nachbargemeinde Itsasondo.

## Geografie
Altzaga liegt etwa 75 Kilometer ostsüdöstlich von Bilbao und 40 Kilometer südsüdwestlich von der Provinzhauptstadt Donostia-San Sebastián in einer Höhe von ca. 165 m. Der Oria begrenzt die Gemeinde im Westen. 

## Bevölkerungsentwicklung
| 1900 | 1950 | 1970 | 1981 | 1991 | 2001 | 2011 | 2021 |
| ---- | ---- | ---- | ---- | ---- | ---- | ---- | ---- |
| 178  | 230  | -    | -    | 94   | 109  | 160  | 177  |

## Sehenswürdigkeiten
- Michaeliskirche
- Marienkapelle